# Florencio del Castillo
Florencio del Castillo (Ujarrás, Costa Rica, 1778 - Oaxaca, México, 1834) fue un clérigo y político costarricense.

## Biografía
Nació en Ujarrás, Costa Rica, en 1778, hijo de fray Luis de San Martín de Soto, cura de esa población, y Cecilia del Castillo Villagra, viuda del francés Jean-François Lafons. Doña Cecilia del Castillo, pertenecía a una familia distinguida de Costa Rica y era dueña de alguna riqueza que le permitió enviar a su hijo al Seminario Conciliar León, Nicaragua (que luego, en 1814, se convertiría en la Universidad de León).
Después de haberse distinguido mucho por su inteligencia y acendrada aplicación, Florencio del Castillo presentó brillantes exámenes, obtuvo un grado de bachiller y ordenado de sacerdote en 1802, al año siguiente era ya catedrático de geometría elemental en el mismo Seminario Conciliar.
Regresa a Costa Rica precedido de la fama que por sus méritos y virtudes había adquirido en Nicaragua, y en 1806 fue nombrado cura de la incipiente población de Villahermosa de Alajuela; pero sintiéndose con fuerzas para aspirar a más altos destinos, volvió en 1808 a León, apresurándose el Colegio Tridentino a confiar la cátedra de Filosofía al que había sido uno de sus discípulos más aventajados, y después los cargos más importantes de examinador sinodal, promotor fiscal y vicerrector.
Estos rápidos ascensos, unidos al prestigio que supo ganar durante su corta permanencia en Costa Rica, hicieron que llegado el momento de elegir el diputado por la provincia a las Cortes generales y extraordinaria, convocadas por la salvación de la independencia de la patria amenazada por el poder formidable de Napoleón, su nombre fuera incluido, junto con los de fray José Antonio Taboada y José María Zamora.
Tiene una escuela en su honor situada en Cachí centro llamada "Florencio del Castillo Villagras".

## Diputado a Cortes
Costa Rica lo designó para representarla en las Cortes Generales y Extraordinarias de la monarquía Española (Cortes de Cádiz), donde se le llamó el "Mirabeau americano" por su magnífica oratoria. Se distinguió por su lucha en favor de los indígenas y logró la abolición de la mita, la encomienda, el tributo indígena y el repartimiento. Presidió las Cortes durante un breve período. También representó a Costa Rica en las Cortes ordinarias de 1813-1814, hasta su disolución por el rey Fernando VII.

## Diputado al Congreso de México y consejero imperial
Después de la disolución de las Cortes se trasladó a México, donde representó a  en el Congreso Constituyente de 1822. Posteriormente fue miembro del Consejo de Estado del Emperador Agustín I.

## Fallecimiento
Murió en Oaxaca en 1834, cuando era canónigo y gobernador del Obispado. Sus restos descansaban en la población costarricense de Paraíso, hasta que fueron robados en septiembre del 2011. La Asamblea Legislativa de Costa Rica lo declaró Benemérito de la Patria.